# Empecamenta montivaga
Empecamenta montivaga är en skalbaggsart som beskrevs av Moser 1917. Empecamenta montivaga ingår i släktet Empecamenta och familjen Melolonthidae. Inga underarter finns listade i Catalogue of Life.